# Prodromus designationis stirpium Gottingensium
Prodromus designationis stirpium Gottingensium (abreviado Prodr. Stirp. Gott.) es un libro con ilustraciones y descripciones botánicas que fue escrito por el médico, botánico, pteridólogo y algólogo sueco Johan Andreas Murray y publicado en Gotinga en el año 1770.